# Kerry Healey
Pour les articles homonymes, voir Healey.
Kerry Healey, née Kerry Murphy le 30 avril 1960 à Omaha dans le Nebraska, est une femme politique américaine de l'État du Massachusetts. Membre du Parti républicain, elle a été lieutenant-gouverneur de cet État entre 2003 et 2007.

## Vie privée
Kerry est mariée avec Sean Healey, CEO d'Affiliated Managers Group (AMG). Le couple a deux enfants, Alex et Averill.